# Purpurklätt
Purpurklätt eller sammetsnejlika (Silene coronaria) är en art i familjen nejlikväxter. Arten förekommer naturligt i södra Europa, Turkiet och österut till Centralasien.
Purpurklätt är ej vilt förekommande i Sverige men är populär som odlad trädgårdsväxt. Den är tvåårig, trivs på torr mark, och förökar sig med frön som gror lätt och första året bildar en bladrosett.

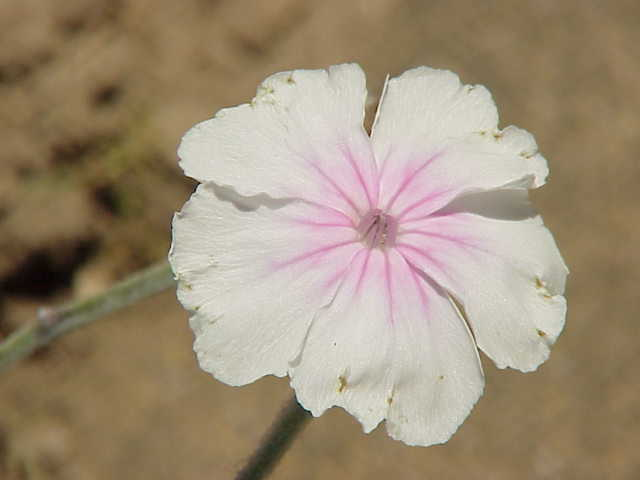
'Angel's Blush'

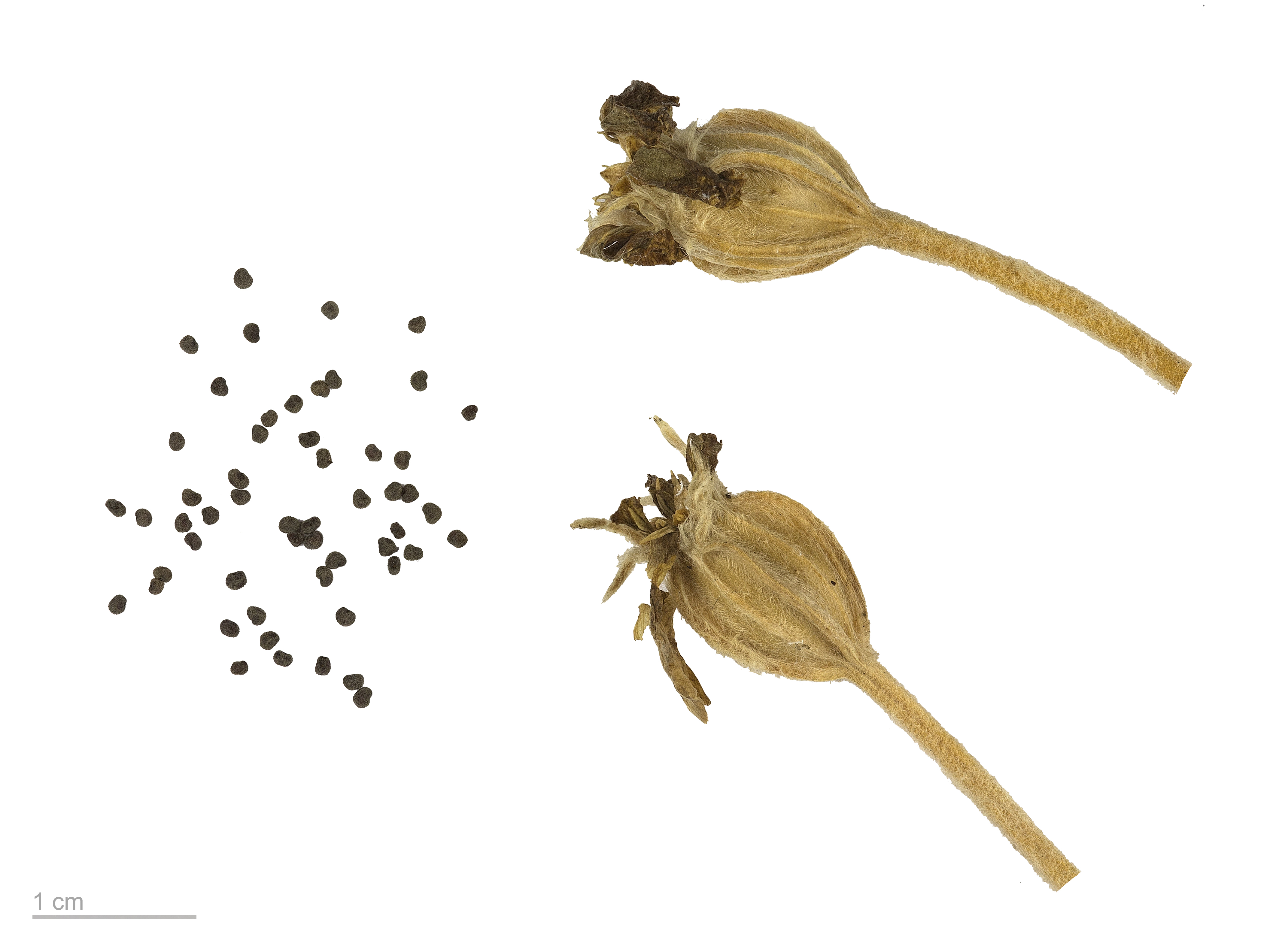
Lychnis coronaria

## Synonymer
- Agrostemma coronaria L.

- Coronaria agrostemma Lilja

- Coronaria coriacea Schischk. ex Gorschk. nom. illeg.

- Coronaria coronaria (L.) Huth nom. illeg.

- Coronaria tomentosa A.Braun

- Lychnis coriacea Moench nom. illeg.

- Lychnis coronaria (L.) Murr. ex Desr.